# Лескин, Дмитрий Юрьевич
Дими́трий Ю́рьевич Ле́скин (род. 23 июня 1976, Тольятти, СССР) — российский религиозный деятель. Протоиерей  Русской православной церкви, историк философии, богослов.
Доктор философских наук, профессор, кандидат богословия, заведующий  кафедрой теологии и истории религии Самарского государственного университета путей сообщения, ректор Поволжской православной академии образования и искусств имени Святителя Алексия, митрополита Московского, экс-член Общественной палаты Российской Федерации, профессор Общецерковной аспирантуры и докторантуры св. Кирилла и Мефодия. Член Экспертного совета Высшей аттестационной комиссии при Министерства образования и науки Российской Федерации по теологии.

## Биография
Родился в Тольятти. Отчим — хирург Анатолий Лескин, лауреат Государственной премии СССР, почётный гражданин Тольятти, мать — врач-терапевт на АвтоВАЗе.
В школьные годы принимал участие в Всероссийском литературном конкурсе в Иркутске. Окончил Лицей искусств Тольятти.
В 1993—1998 годах учился в Московском государственном университете, который окончил по кафедре истории русской философии. После окончания поступил в аспирантуру университета.
Одновременно в 1994—1999 годах учился в Православном Свято-Тихоновском богословском институте.
В 2001—2004 годах учился в Санкт-Петербургской духовной академии, которую закончил со степенью кандидата богословия.
В 2001 году в МГУ под научным руководством Алексея Козырева защитил кандидатскую диссертацию на соискание учёной степени кандидата философских наук по теме «Философия имени в России в контексте имяславских споров 1910-х годов».
В 2006 году в МГУ защитил диссертацию на соискание учёной степени доктора философских наук по теме «Метафизика слова и имени в русской религиозно-философской мысли». Научный консультант — Михаил Маслин.
Член объединённого диссертационного совета Д 999.073.04 по теологии Общецерковной аспирантуры и докторантуры имени святых равноапостольных Кирилла и Мефодия, Православного Свято-Тихоновского гуманитарного университета, Московского государственного университета имени М. В. Ломоносова и Российской академии народного хозяйства и государственной службы при Президенте Российской Федерации
Женат, имеет четверых детей.

## Церковное служение

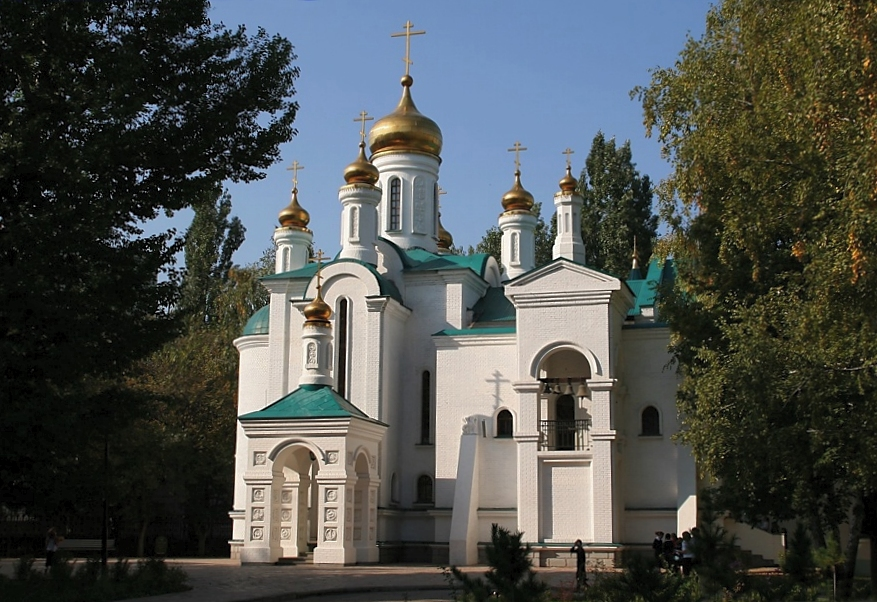
Храм Всех Святых в земле Российской просиявших в тольятти

В 1998 году на Рождество Христово был рукоположён во диаконы, а на Пасху во пресвитеры. В возрасте 21 года стал самым молодым священником епархии.
С 1999 года является главным редактором городской православной газеты «Церковный вестник Тольятти (Ставрополь-на-Волге)».
В 2000 году стал настоятелем храма Всех Святых в земле Российской просиявших — архиерейского подворья управляющего Самарской епархией.
В 2004 году возведён в сан протоиерея. Руководитель отдела религиозного образования и катехизации тольяттинских благочиний.
В 2009 году был избран от Самарской епархии из числа священства участником Поместного собора Русской православной церкви.

## Педагогическая деятельность

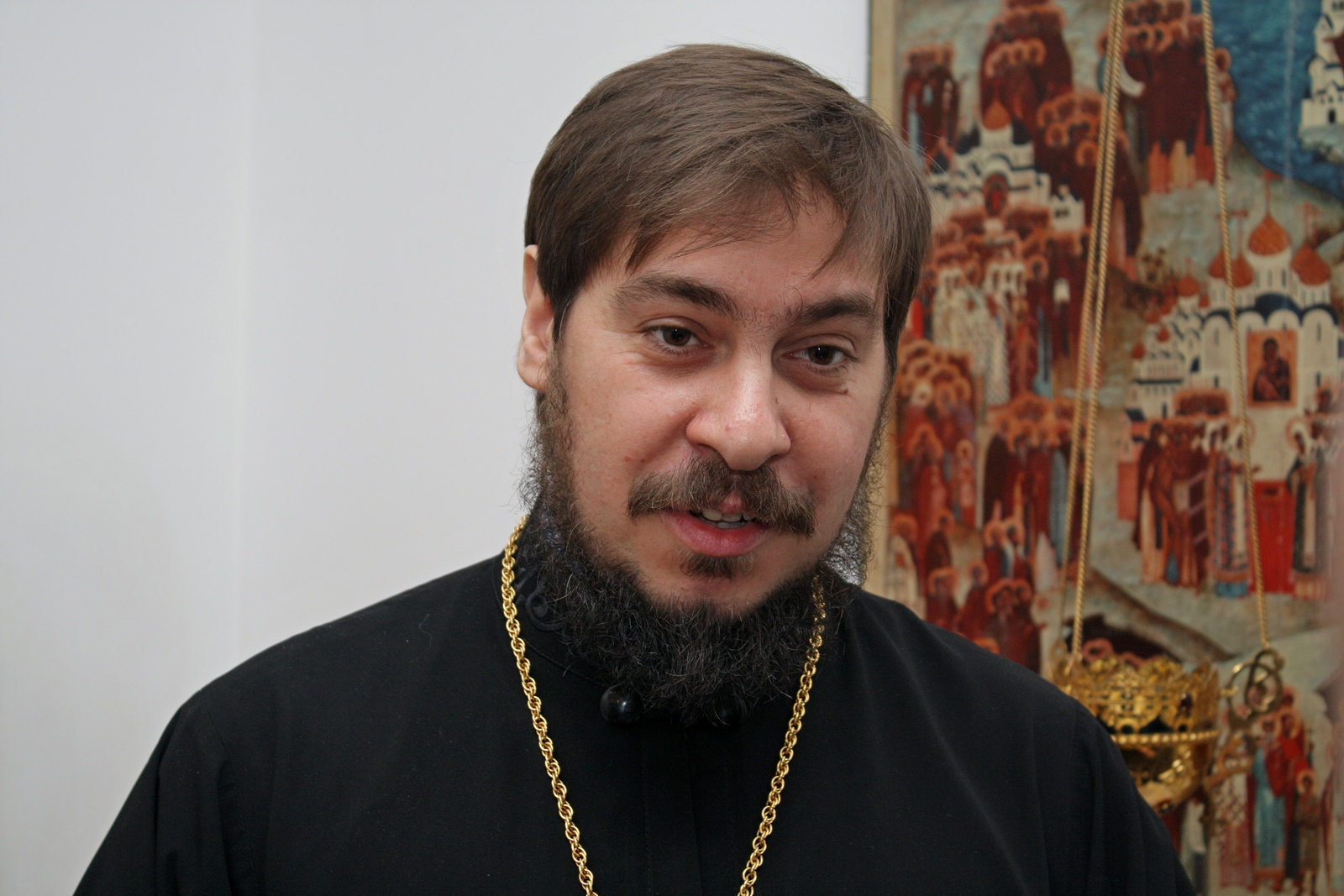
Дмитрий Лескин

В 1995 году по благословению Архиепископа Самарского и Сызранского Сергия открыл и возглавил в Тольятти Православную классическую гимназию.
С 2001 года является преподавателем Самарской православной духовной семинарии.
С 2005 года возглавляет кафедру теологии Самарского государственного университета путей сообщения, которая в 2006 году была преобразована в межвузовскую кафедру теологии и истории религий.
В 2008 году назначен ректором строящегося в Тольятти Поволжского православного института им. Святителя Алексия, Митрополита Московского.
С 2006 года является профессором Общецерковной аспирантуры и докторантуры св. Кирилла и Мефодия

## Награды
Награждён орденами и медалями Русской православной церкви:
- Орден преподобного Сергия Радонежского III степени, 2000 г.;
- Орден святого благоверного князя Даниила Московского III степени, 2006 г.;
- Медаль преподобного Сергия Радонежского I степени, 2005 г.;
- Серебряный знак Святителя Алексия Митрополита Московского и Всея России Чудотворца , 2009 г.;
- Золотой знак св. Кирилла и Мефодия, 2012 г.;
- Патриарший знак «700-летие прп. Сергия Радонежского», 2014 г.;
- Золотой знак Святителя Алексия, Митрополита Московского, 2015 г.
- Почётный работник общего образования Российской Федерации